# 189-та піхотна дивізія (Третій Рейх)
189-та піхотна дивізія (Третій Рейх) (нім. 189. Infanterie-Division) — піхотна дивізія Вермахту за часів Другої світової війни.

## Історія
189-та піхотна дивізія сформована 8 жовтня 1944 року у Франції шляхом перейменування 189-ї резервної дивізії, що знаходилася в цей час у Монбельярі. З'єднання, яке входило до 19-ї польової армії генерала від інфантерії Ф. Візе, доукомплектовувалося за рахунок інших частин та окремих підрозділів, котрі зазнали серйозних втрат у попередніх боях у Франції.
У січні-лютому 1945 року дивізія у складі 64-го армійського корпусу генерал-лейтенанта М. Гріммейса вела затяті бої поблизу Кольмара, потрапила в оточення, з якого вирвалися лише рештки 189-ї дивізії, що відійшли далі на схід до Німеччини. У березні 189-та дивізія була переформована у Фрайбурзі та остаточно розгромлена на Західному фронті, де й капітулювала у травні 1945 року.

## Райони бойових дій
- Франція, Німеччина (жовтень 1944 — травень 1945).

## Командування

### Командири
- Генерал-майор Ернст фом Бауер (нім. Ernst vom Bauer) (8 — 27 жовтня 1944)
- Генерал-майор Йоахім Дегенер (нім. Joachim Degener) (27 жовтня — 15 листопада 1944)
- Генерал-майор Едуард Цорн (нім. Eduard Zorn) (15 листопада 1944 — 4 лютого 1945†)
- оберст Меллвіг (лютий — квітень 1945)

### Підпорядкованість
| Час      | Корпус  | Армія       | Група армій (округ) | Штаб               |
| -------- | ------- | ----------- | ------------------- | ------------------ |
| 1944     |         |             |                     |                    |
| 1 жовтня | 85-й ак | 19-та армія | Група армій «G»     | Ельзас             |
| грудень  | 63-й ак | 19-та армія | Група армій «G»     | Ельзас             |
| 1945     |         |             |                     |                    |
| січень   | 64-й ак | 19-та армія | Група армій «G»     | Ельзас             |
| лютий    | —       | 19-та армія |                     | Південна Німеччина |

## Склад
| 1945                                    |
| --------------------------------------- |
| 1212-й гренадерський полк               |
| 1213-й гренадерський полк               |
| 1214-й гренадерський полк               |
| 189-та фузилерна рота                   |
| 1089-й артилерійський полк              |
| 1089-й протитанковий дивізіон           |
| 1089-й інженерний батальйон             |
| 1089-й дивізійний батальйон зв'язку     |
| 1089-те дивізійне управління постачання |
| 1089-й запасний батальйон               |

## Нагороджені дивізії
|  | Кавалери Золотого Німецького Хреста                                                                        | 2                                                |
|  | Кавалери Лицарського хреста Залізного хреста з Дубовим листям                                              | 1 (№ 739 генерал-майор Едуард Цорн — 16.02.1945) |
|  | Кавалери Лицарського хреста Залізного хреста                                                               | 3                                                |
|  | Кавалери Почесної застібки Сухопутних військ «Почесна застібка на орденську стрічку для Сухопутних військ» | 1                                                |